# Cleonis
Cleonis är ett släkte av skalbaggar som beskrevs av Pierre François Marie Auguste Dejean 1821. Cleonis ingår i familjen vivlar.

## Bildgalleri

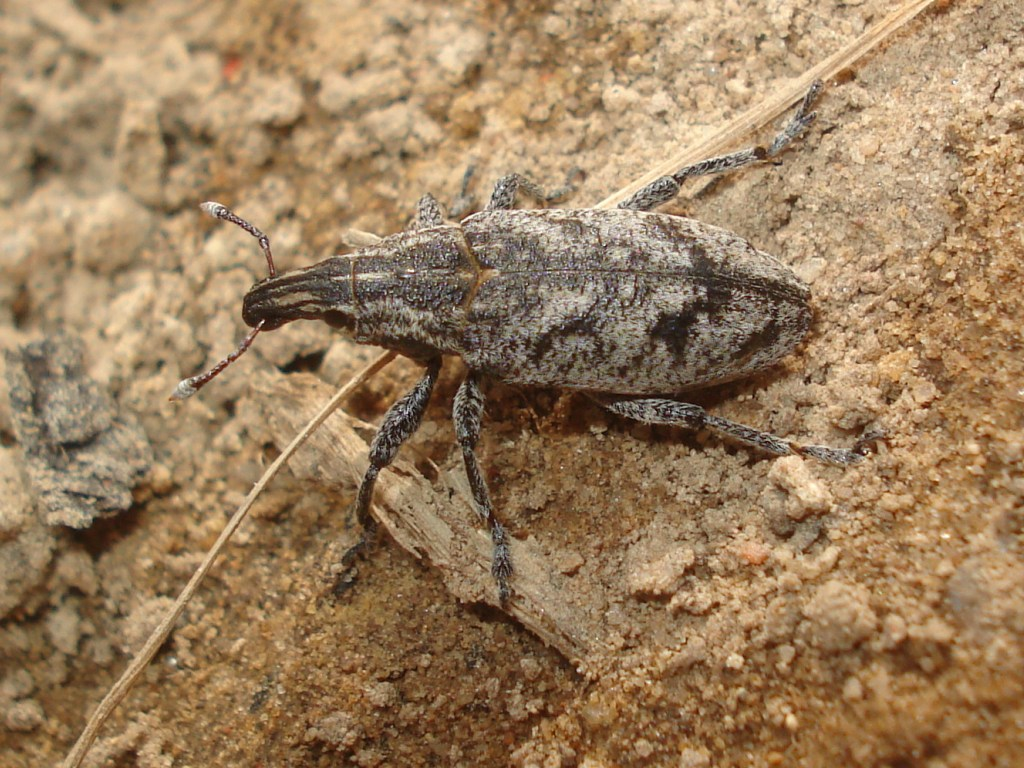
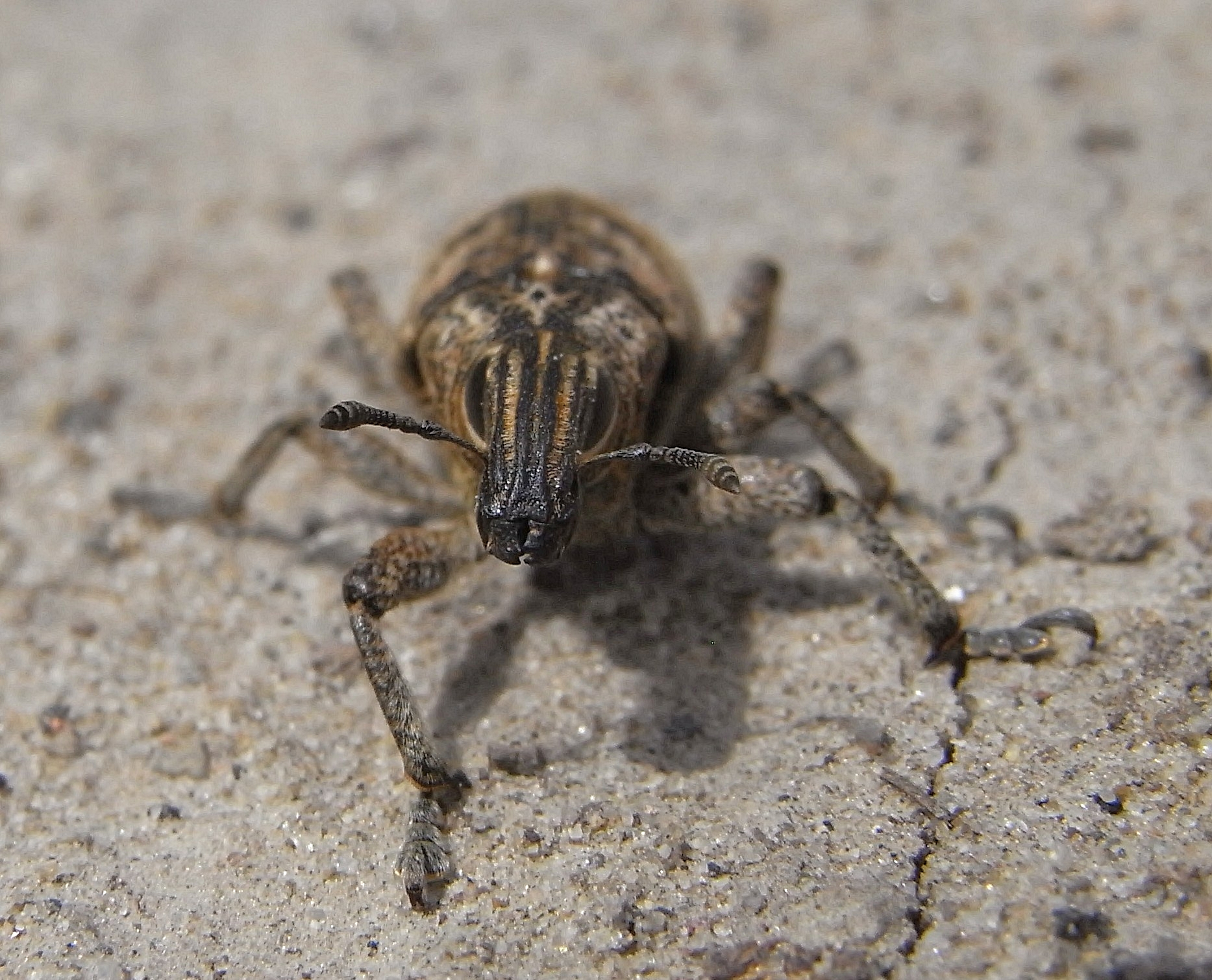
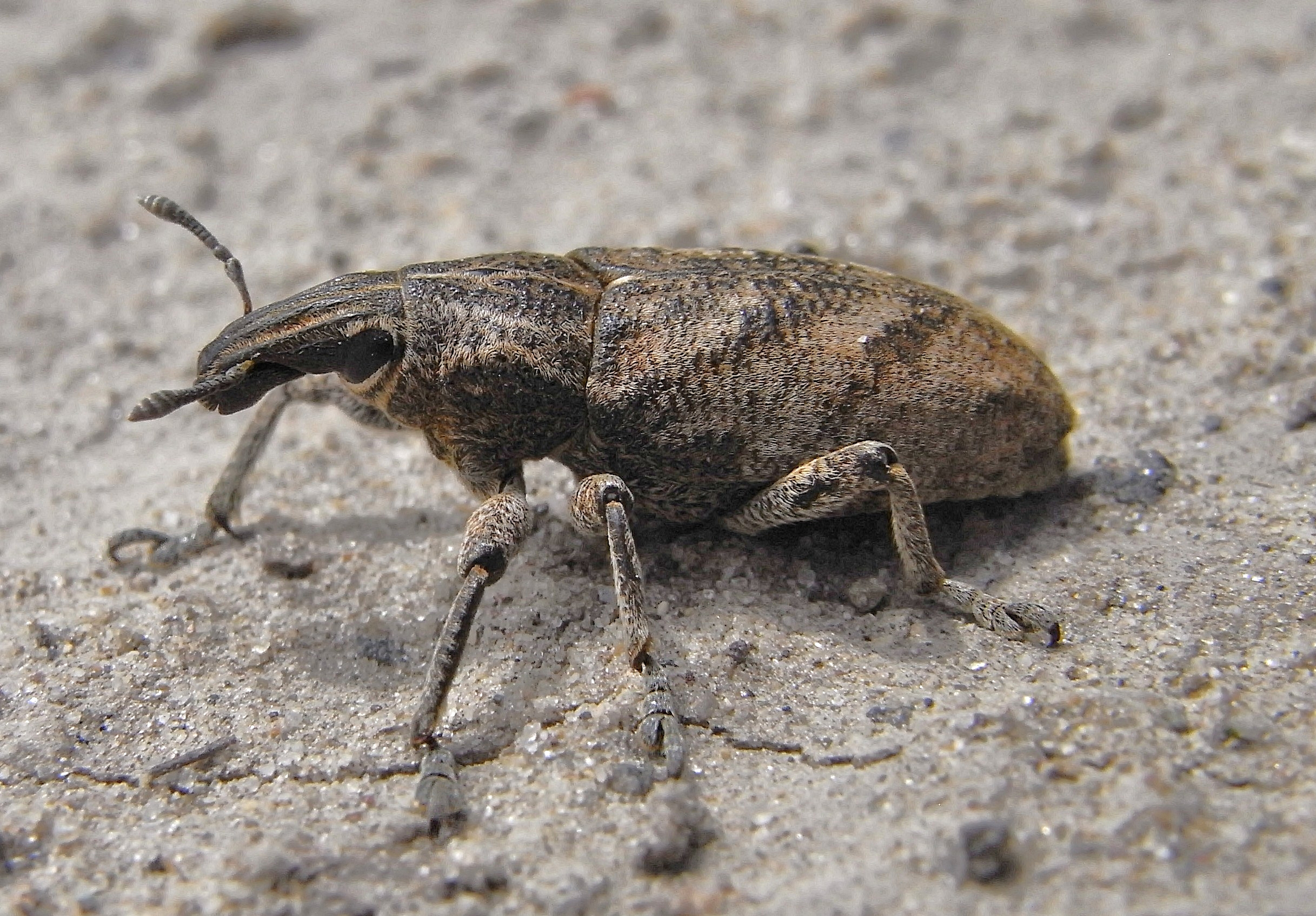
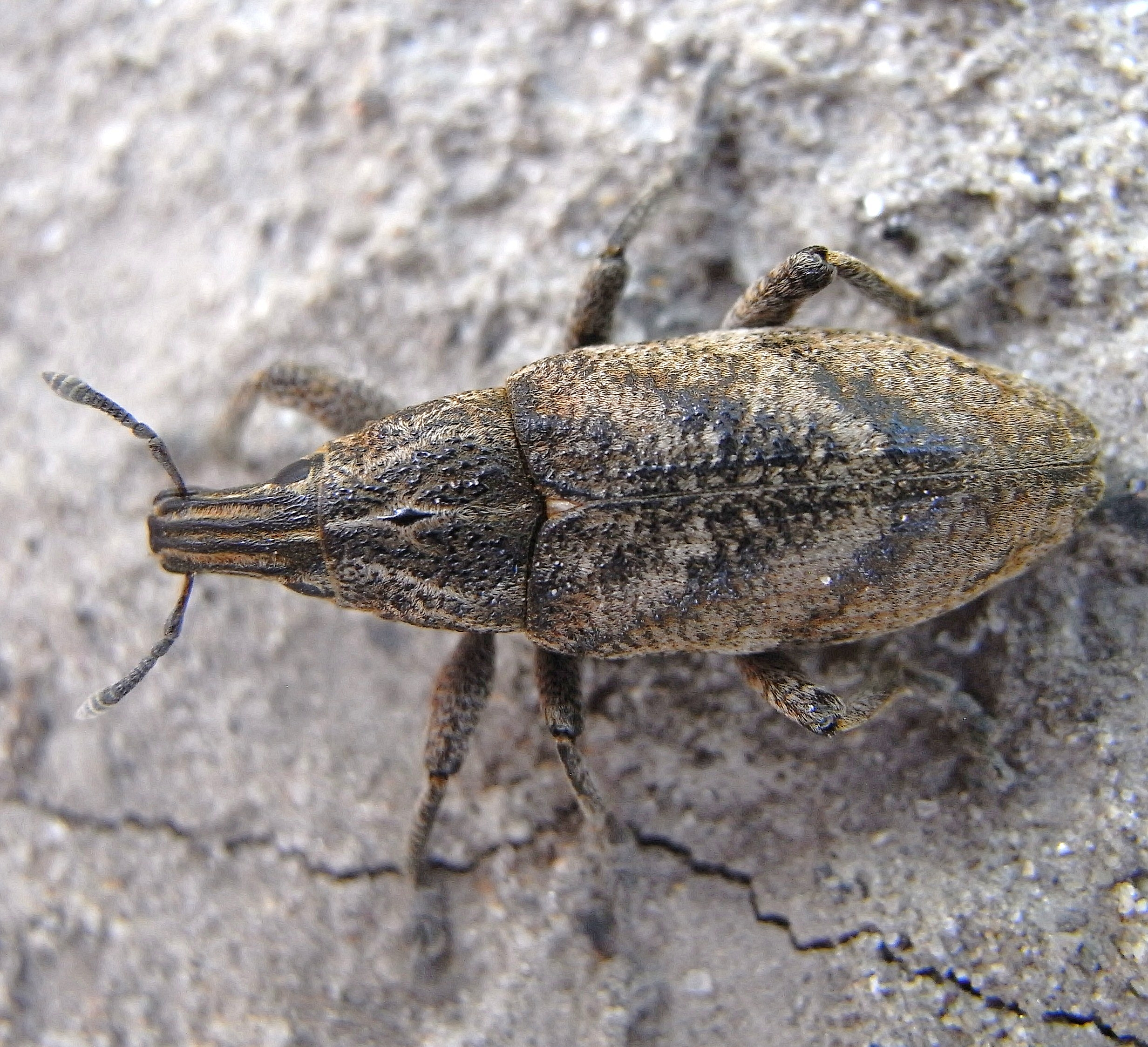
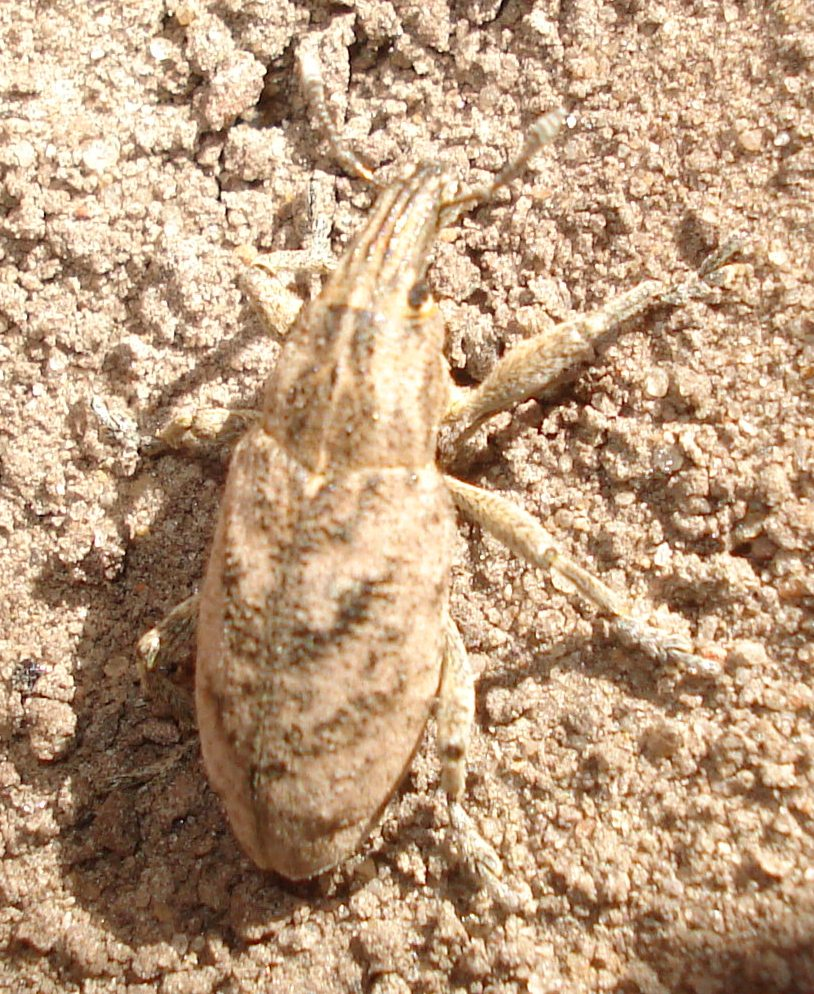
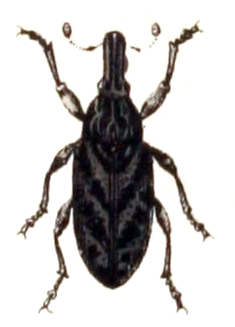

## Dottertaxa tillCleonis, i alfabetisk ordning[1][2]
- Cleonis albicans
- Cleonis albida
- Cleonis albolineata
- Cleonis alternans
- Cleonis arabs
- Cleonis arctica
- Cleonis atomaria
- Cleonis attenuata
- Cleonis barbarus
- Cleonis bicarinata
- Cleonis bipunctata
- Cleonis brevirostris
- Cleonis capensis
- Cleonis carinata
- Cleonis chilensis
- Cleonis cinerea
- Cleonis clathrata
- Cleonis complanata
- Cleonis corioginosa
- Cleonis daurica
- Cleonis declivis
- Cleonis distincta
- Cleonis ericeti
- Cleonis excavata
- Cleonis excoriata
- Cleonis excoriatus
- Cleonis fasciata
- Cleonis faunus
- Cleonis fossulata
- Cleonis foveolata
- Cleonis frontata
- Cleonis furcata
- Cleonis glauca
- Cleonis globulosa
- Cleonis grammica
- Cleonis granosa
- Cleonis granulata
- Cleonis granulosa
- Cleonis hieroglyphica
- Cleonis hololeuca
- Cleonis hololeucus
- Cleonis humeralis
- Cleonis illustris
- Cleonis imperialis
- Cleonis infracticornis
- Cleonis inscripta
- Cleonis interrupta
- Cleonis lateralis
- Cleonis leucon
- Cleonis leucophylla
- Cleonis leucoptera
- Cleonis livida
- Cleonis lugens
- Cleonis madida
- Cleonis margaritiferus
- Cleonis marginata
- Cleonis marmorata
- Cleonis morbillosa
- Cleonis myagri
- Cleonis nebulosa
- Cleonis obliqua
- Cleonis obsoleta
- Cleonis ocularis
- Cleonis oculata
- Cleonis ophthalmica
- Cleonis ornata
- Cleonis pacifica
- Cleonis palmata
- Cleonis perlata
- Cleonis pigra
- Cleonis plicata
- Cleonis pulverulenta
- Cleonis punctiventris
- Cleonis quadricarinata
- Cleonis quadrimaculata
- Cleonis quadrisulcata
- Cleonis quadrivittata
- Cleonis quinquelineata
- Cleonis raphilinea
- Cleonis rorida
- Cleonis rudis
- Cleonis scabrosa
- Cleonis sexmaculata
- Cleonis sisymbrii
- Cleonis sparsa
- Cleonis stigma
- Cleonis striatopunctata
- Cleonis sulcirostris
- Cleonis tigrina
- Cleonis tigris
- Cleonis tricarinata
- Cleonis vittata
- Cleonis vittatus